# Lesoto nos Jogos Olímpicos
Lesoto participou pela primeira vez dos Jogos Olímpicos em 1972 e tem enviado atletas para competirem em todas as edições dos Jogos Olímpicos de Verão desde então, exceto quando boicotou os Jogos Olímpicos de Verão de 1976 junto à maioria das nações africanas. Lesoto nunca participou dos Jogos Olímpicos de Inverno.
Até 2008, nenhum atleta de Lesoto ganhou uma medalha olímpica.
O Comitê Olímpico Nacional de Lesoto foi criado em 1971 e reconhecido pelo COI em 1972.